# West Halton
West Halton är en ort och civil parish i Storbritannien.   Den ligger i kommunen North Lincolnshire och riksdelen England, i den sydöstra delen av landet, 240 km norr om huvudstaden London. West Halton ligger 16 meter över havet och antalet invånare är 331.
Terrängen runt West Halton är platt. Runt West Halton är det ganska tätbefolkat, med 139 invånare per kvadratkilometer. Närmaste större samhälle är Scunthorpe, 11,0 km söder om West Halton. Trakten runt West Halton består till största delen av jordbruksmark.